# Championnat de Suisse de football 1914-1915
Navigation
Édition précédente Édition suivante
La 18e édition du championnat de Suisse de football est remportée par le FC Brühl Saint-Gall, qui bat en finale le Servette FC 3 buts à 0.
Le championnat est divisé en quatre groupes régionaux. Le nombre de clubs est réduit à 16 équipes du fait de la Première Guerre mondiale. Les promotions et relégations établies la saison précédente sont mis en suspens. Les premiers de chaque groupe sont qualifiés pour les demi-finales de la compétition. Aucun club n'est promu ni relégué à l'issue du championnat.

## Les clubs de l'édition 1914-1915
| Club                     | Ville             |
| ------------------------ | ----------------- |
| BSC Old Boys             | Bâle              |
| BSC Young Boys           | Berne             |
| Cantonal Neuchâtel       | Neuchâtel         |
| Concordia Yverdon        | Yverdon           |
| Étoile La Chaux-de-Fonds | La Chaux-de-Fonds |
| FC Aarau                 | Aarau             |
| FC Bâle                  | Bâle              |
| FC Berne                 | Berne             |
| FC Biel-Bienne           | Bienne            |
| FC Brühl Saint-Gall      | Saint-Gall        |
| FC Nordstern Bâle        | Bâle              |
| FC Saint-Gall            | Saint-Gall        |
| FC Winterthur            | Winterthour       |
| Grasshopper-Club Zurich  | Zurich            |
| Montriond Lausanne       | Lausanne          |
| Servette FC              | Genève            |

## Compétition

### Classements
Le classement est établi sur le barème de points classique (victoire à 2 points, match nul à 1, défaite à 0).

#### Groupe Ouest
| Rang | Équipe             | Pts | J | G | N | P | Bp | Bc | Diff |
| ---- | ------------------ | --- | - | - | - | - | -- | -- | ---- |
| 1    | Servette FC        | 10  | 6 | 5 | 0 | 1 | 29 | 10 | +19  |
| 2    | Montriond Lausanne | 8   | 6 | 4 | 0 | 2 | 23 | 11 | +12  |
| 3    | Cantonal Neuchâtel | 4   | 6 | 2 | 0 | 4 | 16 | 23 | -7   |
| 4    | Concordia Yverdon  | 2   | 6 | 1 | 0 | 5 | 11 | 35 | -24  |

|  | Qualification pour les demi-finales |

#### Groupe Centre I
| Rang | Équipe            | Pts | J | G | N | P | Bp | Bc | Diff |
| ---- | ----------------- | --- | - | - | - | - | -- | -- | ---- |
| 1    | FC Aarau          | 10  | 6 | 5 | 0 | 1 | 18 | 7  | +11  |
| 2    | BSC Old Boys      | 8   | 6 | 4 | 0 | 2 | 15 | 16 | -1   |
| 3    | FC Bâle           | 5   | 6 | 2 | 1 | 3 | 15 | 14 | +1   |
| 4    | FC Nordstern Bâle | 1   | 6 | 0 | 1 | 5 | 8  | 19 | -11  |

|  | Qualification pour les demi-finales |

#### Groupe Centre II
| Rang | Équipe                   | Pts | J | G | N | P | Bp | Bc | Diff |
| ---- | ------------------------ | --- | - | - | - | - | -- | -- | ---- |
| 1    | BSC Young Boys           | 11  | 6 | 5 | 1 | 0 | 20 | 3  | +17  |
| 2    | Étoile La Chaux-de-Fonds | 7   | 6 | 3 | 1 | 2 | 18 | 9  | +9   |
| 3    | FC Berne                 | 6   | 6 | 2 | 2 | 2 | 11 | 10 | +1   |
| 4    | FC Biel-Bienne           | 0   | 6 | 0 | 0 | 6 | 5  | 32 | -27  |

|  | Qualification pour les demi-finales |

#### Groupe Est
| Rang | Équipe                  | Pts | J | G | N | P | Bp | Bc | Diff |
| ---- | ----------------------- | --- | - | - | - | - | -- | -- | ---- |
| 1    | FC Brühl Saint-Gall     | 9   | 6 | 4 | 1 | 1 | 11 | 4  | +7   |
| -    | FC Saint-Gall           | 9   | 6 | 4 | 1 | 1 | 25 | 2  | +23  |
| 3    | FC Winterthur           | 6   | 6 | 3 | 0 | 3 | 16 | 10 | +6   |
| 4    | Grasshopper-Club Zurich | 0   | 6 | 0 | 0 | 6 | 7  | 43 | -36  |

|  | Match de barrage |

Match de barrage
Le FC Brühl Saint-Gall et le FC Saint-Gall s'affrontent en match de barrage pour obtenir une place en demi-finales.
| Équipe 1            | Résultat | Équipe 2      |
| ------------------- | -------- | ------------- |
| FC Brühl Saint-Gall | 2 - 1    | FC Saint-Gall |

|  | Qualification pour les demi-finales |

### Phase finale

#### Demi-finales
| Date        | Lieu     | Équipe 1            | Résultat | Équipe 2       |
| ----------- | -------- | ------------------- | -------- | -------------- |
| 2 mai 1915  | Lausanne | Servette FC         | 3 - 2    | BSC Young Boys |
| 30 mai 1915 | Zurich   | FC Brühl Saint-Gall | 8 - 1    | FC Aarau       |

|  | Qualification pour la finale |

#### Finale
| Date        | Lieu  | Équipe 1            | Résultat | Équipe 2    |
| ----------- | ----- | ------------------- | -------- | ----------- |
| 6 juin 1915 | Berne | FC Brühl Saint-Gall | 3 - 0    | Servette FC |

|  | Champion de Suisse |

## Bilan de la saison
| Tableau d'Honneur                 |                     |
| Compétition                       | Vainqueur           |
| Championnat de Suisse de football | FC Brühl Saint-Gall |

| Promotions et relégations |       |
| Promus                    | Aucun |
| Relégués                  | Aucun |